# Cupido (banda)
Cupido es un grupo de electropop e indiepop formado en 2018, compuesto por el trapero barcelonés Pimp Flaco (Daniel Pedraja) (voz) y la banda madrileño-canaria de bedroom pop Solo Astra, integrada por Alejandro "Al" García (bajo), "Toni D" Díaz (guitarra, teclados y coros), Dani "Dannel" Rodríguez (batería) y Luis "Luichi Boy" Sansó (voz y guitarra).
La agrupación musical debutó en el Primavera Club de Barcelona acompañando su presentación con el lanzamiento de su primer sencillo, «No sabes mentir», el 18 de octubre del mismo año. Su primer álbum, titulado Préstame un sentimiento, se publicó el 14 de febrero de 2019, seguido de una gira musical que concluyó en otoño tras la retirada temporal de Pimp Flaco. El 8 de agosto de 2019, la banda colaboró también con la cantante Lola Índigo y el productor Alizzz en el remix de su tema «Autoestima».
En el día de San Valentín de 2020 la banda anunció su regreso con «La Pared» y otras dos nuevas canciones: «Galaxia» y «Tu foto». En 2022, coincidiendo en la misma fecha, el grupo anunciaba nuevo sencillo, «Santa». Este tema, junto a «Se apagó», «Todas menos tú» y «Un cabrón con suerte» forman parte del segundo disco de la banda, Sobredosis de amor, lanzado el 26 de mayo de 2022.

## Discografía

### Álbumes
- Préstame un sentimiento (2019), Universal Music Group.[29]
- Sobredosis de amor (2022), Universal Music Group.[30]
- Te Hago un Resumen (EP) (2025),

### Sencillos
- No sabes mentir (2018)
- U Know (2019)
- Autoestima (2019)
- Milhouse (2019)
- Autoestima (2019), con Lola Índigo y Alizzz
- La Pared (2020)
- Galaxia (2020)
- Tu foto (2020)
- Se Apagó (2021)
- Todas Menos Tú (2021)
- Santa (2022)
- Un cabrón con suerte (2022)
- Walla Pop (2022)